# Euphitrea quadrimaculata
Euphitrea quadrimaculata es una especie de insecto coleóptero de la familia Chrysomelidae.
Fue descrita científicamente en 1999 por Medvedev.